# IC 1635
IC 1635 је елиптична галаксија у сазвјежђу Рибе која се налази на листи објеката дубоког неба у Индекс каталогу.
Деклинација објекта је + 17° 39' 6" а ректасцензија 1h 11m 3,6s. Привидна величина (магнитуда) објекта IC 1635 износи 14,7 а фотографска магнитуда 15,7. IC 1635 је још познат и под ознакама UGC 739, MCG 3-4-9, CGCG 459-13, DRCG 5-43, PGC 4231.